# Galliophilus beatensis
Galliophilus beatensis är en mångfotingart som beskrevs av Ribaut och Brolemann 1927. Galliophilus beatensis ingår i släktet Galliophilus och familjen storjordkrypare.
Artens utbredningsområde är:
- Frankrike.
- Spanien.

Inga underarter finns listade i Catalogue of Life.